# Herb Alpert
Herbert "Herb" Alpert (Los Angeles, 31 de março de 1935) é um músico estadunidense, conhecido por compor o grupo Herb Alpert & Tijuana Brass. Foi fundador e executivo da indústria fonográfica, mais especificamente da A&M Records - uma empresa de gravação fonográfica, fundada com Jerry Moss.

## Carreira
Durante a carreira, lançou cinco singles, vinte e oito álbuns na Billboard, oito Grammy Awards, quatorze álbuns de platina e quinze álbuns de ouro. Em 1996, Alpert vendeu 72 milhões de álbuns em todo o mundo.
No Brasil, os arranjos que ele fez para as gravações de Chris Montez teriam influenciado Wilson Simonal e "A Turma da Pilantragem", os principais artistas do movimento musical brasileiro da década de 1960 que ficou conhecido como "Pilantragem".

## Discografia
- The Lonely Bull (1962) LP-101 (mono)/101S (stereo)
- Volume 2 (1963) LP-103/SP-103
- South of the Border (1964) LP-108/SP-4108
- Whipped Cream & Other Delights (1965) LP-110/SP-4110
- Going Places (1965) LP-112/SP-4112
- What Now My Love (1966) LP-114/SP-4110
- S.R.O. (1966) LP-119/SP-4119
- Sounds Like… (1967) LP-124/SP-4124
- Herb Alpert's Ninth (1967) LP-134/SP-4134
- The Beat of the Brass (1968) SP-4146
- Christmas Album (1968) SP-4166; reissued as SP-3113
- Warm (1969) SP-4190
- The Brass Are Comin' (1969) SP-4228
- Greatest Hits (1970) SP-4245
- Summertime (1971) SP-4314
- Solid Brass (compilação) (1972) SP-4341
- Foursider (compilação) (1973) SP-3521
- You Smile - The Song Begins (1974) SP-3620
- A Treasury of the Award-Winning Herb Alpert and the Tijuana Brass plus selections from the Baja Marimba Band (1974) Longines Symphonette LWS-500-505
- Coney Island (1975) SP-4521
- Just You and Me (1976) SP-4591
- Greatest Hits Vol. 2 (compilação) (1977) SP-4627
- Herb Alpert/Hugh Masekela (1978) SP-728
- Main Event Live! (1978) SP-4727
- Rise (1979) SP-4790
- Beyond (1980) SP-3717
- Magic Man (1981) SP-3728
- Fandango (1982) SP-3731
- Blow Your Own Horn (1983) SP-4919
- Bullish (1984) SP-5022
- Wild Romance (1985) SP-5082
- Classics Volume 1 (compilação) (1986) CD-2501
- Classics Volume 1 (1987)
- Keep Your Eye On Me (1987) SP-5125
- Under a Spanish Moon (1988) SP-5209
- My Abstract Heart (1989)
- North on South St. (1991)
- The Very Best Of Herb Alpert (compilação de Tijuana Brass e material solo) (1991)
- Midnight Sun (1992)
- Second Wind (1996)
- Passion Dance (1997)
- Colors (1999)
- Definitive Hits (compilação de Tijuana Brass e material solo) (2001)
- Lost Treasures (2005)
- Whipped Cream & Other Delights Rewhipped (2006) Shout Factory
- Rise (reissue) (2007) Shout! Factory